# NotifyOSD

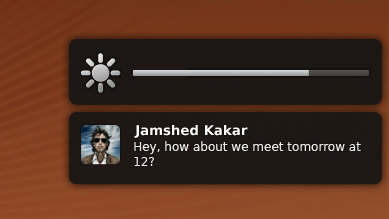
Exempelmeddelanden

NotifyOSD är ett system för att presentera händelser för användare som används i operativsystemet Ubuntu. Programmet ger användaren information om vad som händer, exempelvis ljudvolymen, nya meddelanden eller batterinivån på ett enkelt sätt. Mac OS X- och Windowsanvändare kan använda Growl, ett program som liknar NotifyOSD.